# Dziupla w Postrzępionej Turni
Dziupla w Postrzępionej Turni – jaskinia we wsi Kobylany, w gminie Zabierzów w powiecie krakowskim. Znajduje się w Postrzępionej Turni w lewym zboczu Doliny Kobylańskiej. Pod względem geograficznym jest to obszar Wyżyny Olkuskiej wchodzący w skład Wyżyny Krakowsko-Częstochowskiej.

## Opis jaskini
Otwór jaskini znajduje się w południowo-zachodniej ścianie Postrzępionej Turni, około 5 m powyżej jej podstawy. Ma owalny kształt i średnicę 50 × 60 cm. Znajduje się za nim korytarz w postaci rury. Po około 2 m za niewielkim progiem znajduje się nieduża salka. Odchodzi od niej wąska, niedostępna dla człowieka szczelina kończąca się otworem w skale, oraz prowadzący w głąb skały korytarz zakończony ciasną, poprzeczną szczeliną. Jej lewa część to ciasny, ślepy korytarz o długości 3 m.
Jest to jaskinia krasowa wytworzona w wapieniach górnej jury. Oświetlona jest tylko do salki. Na oświetlonym odcinku rozwijają się glony i paproć zanokcica. W głębszych częściach jaskinia jest wilgotna i ciemna. Pomiędzy dwoma jej otworami występuje przewiew. Dno pokryte drobnym rumoszem i zwietrzeliną. Na ścianach nacieki grzybkowe i mleko wapienne. Ze zwierząt obserwowano muchówki, pająki i osy (gniazdo), na dnie jaskini odchody nietoperzy i drobnych ssaków.

## Historia poznania
Znana jest od dawna. Resztki wosku świadczą, że od dawna była też odwiedzana. W piśmiennictwie po raz pierwszy wzmiankowali ją w 1983 r. K. Baran K. i T. Opozda. Plan i opis jaskini wykonał J. Nowak 21 czerwca 2003 r., pomiary J. Nowak i J. Ślusarczyk 21 czerwca 2003 r.
W Postrzępionej Turni jest jeszcze druga jaskinia – Duża Sowa, mająca otwór w ścianie północno-zachodniej.

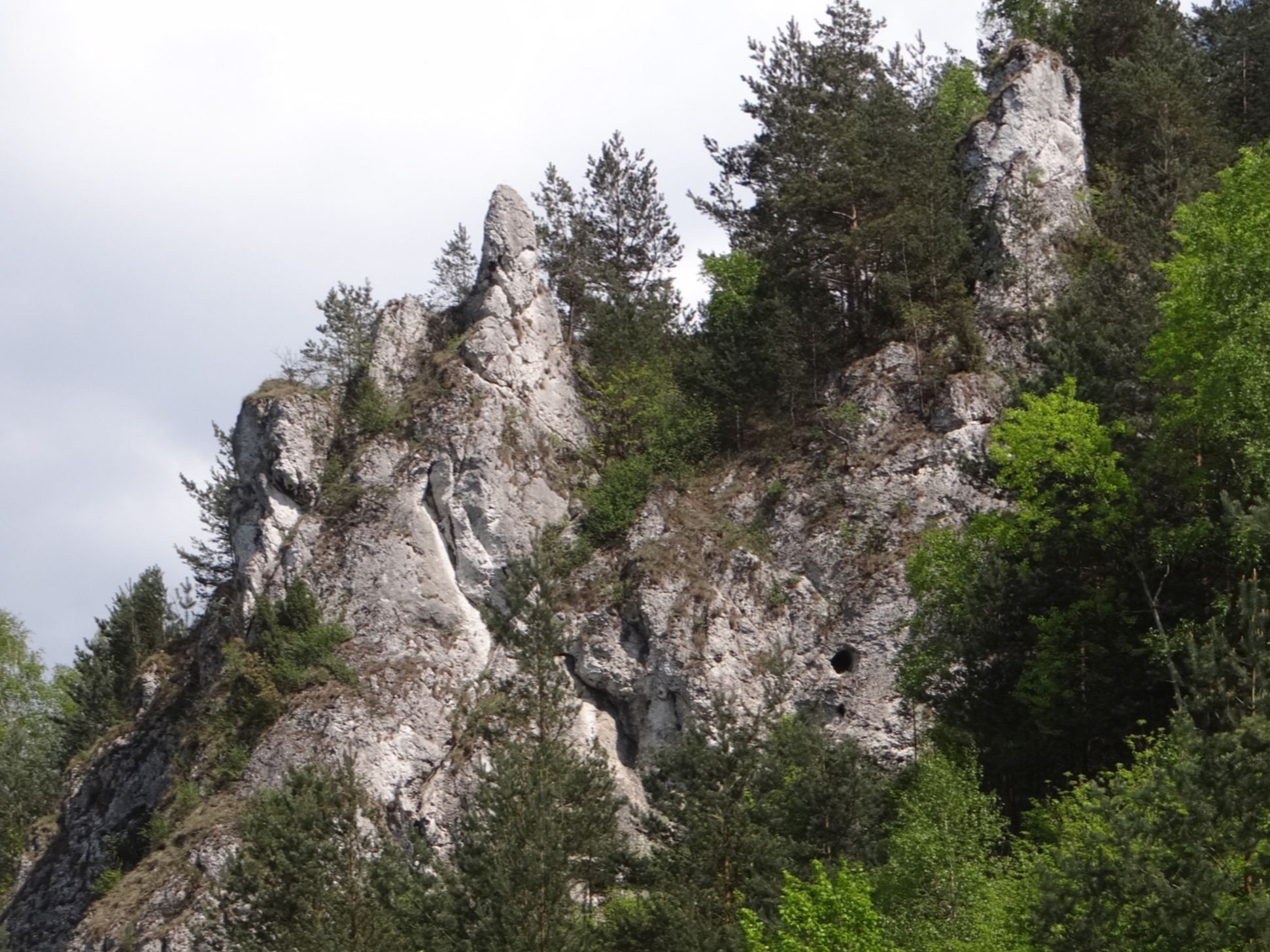
Widoczny otwór jaskini